# 小堀政徳
小堀 政徳（こぼり まさのり、1767年（明和4年） - 1825年6月21日（文政8年5月6日））は、江戸時代後期の旗本。禄高は3000石。茶道小堀遠州流家元の第10世で、号は「宗勇」。
幼名は治左衛門、のち孝次郎、内記を名乗った。天明8年（1788年）11月5日に父の遺跡を継いだ。